# フェミニスト映画理論
フェミニスト映画理論（フェミニストえいがりろん、または「フェミニズム映画理論」、 Feminist Film Theory）はフェミニズムの枠組みを援用して映画を分析しようとする理論全般を指す。女権拡大を訴えるフェミニズム運動が英米で盛んになった1970年代、その影響下に映画祭や学術誌を舞台に理論構築が開始され、現在では英語圏の映画研究においてきわめて大きな影響をもつ理論になっている。

## 歴史
映画（さらには人間の手で作られた映像全般）の構造や機能を分析するために整理された思考の枠組みを「映画理論 Film Theory」と呼び、映画の登場間もない20世紀初頭から心理学者や映画製作者によって模索がすすめられてきた。しかし1970年代に至ってフェミニズム運動が社会的に大きな影響力をもつようになると、そうした理論を構築した研究者の多くが男性であることに疑問の声が聞かれるようになった。また、とくにハリウッド映画において物語構造や配役が男性の視点に強く拘束されていることに対しても、新たな分析枠組みが求められるようになっていた。

### 草創期・1970年代前半
こうした動きを背景に、1972年、イギリスで学術誌『女性と映画 Women and Film』が創刊される。『女性と映画』創刊は、映画産業における女性の地位拡大や「性役割イデオロギーによる女性抑圧の終焉」を明確に掲げた点で政治活動の一環でもあったが、同時に、そこでは「フェミニスト批評による新たな美学の創設」も目指されていた。これとほぼ同時期にニューヨークやエジンバラで女性映画（女性が物語の中心となる映画）を批判的に読み解こうとする映画祭が相次いで開催されている。
これらの動きを主導したのは多くが女性の研究者・ジャーナリストたちだった。その中からフェミニスト批評の立場で映画を分析しようと試みる著作がはじめて登場し、ニューヨークの映画評論家モリー・ハスケル (en) による『崇拝からレイプへ』(1974)や、マージョリー・ローゼン『ポップコーン・ヴィーナス』(1973)、ジョーン・メレン『新しい映画の中の女性とセクシュアリティ』(1974) などがフェミニスト映画理論草創期の記念碑的な著作となった。

### 理論化の開始・1970年代後半

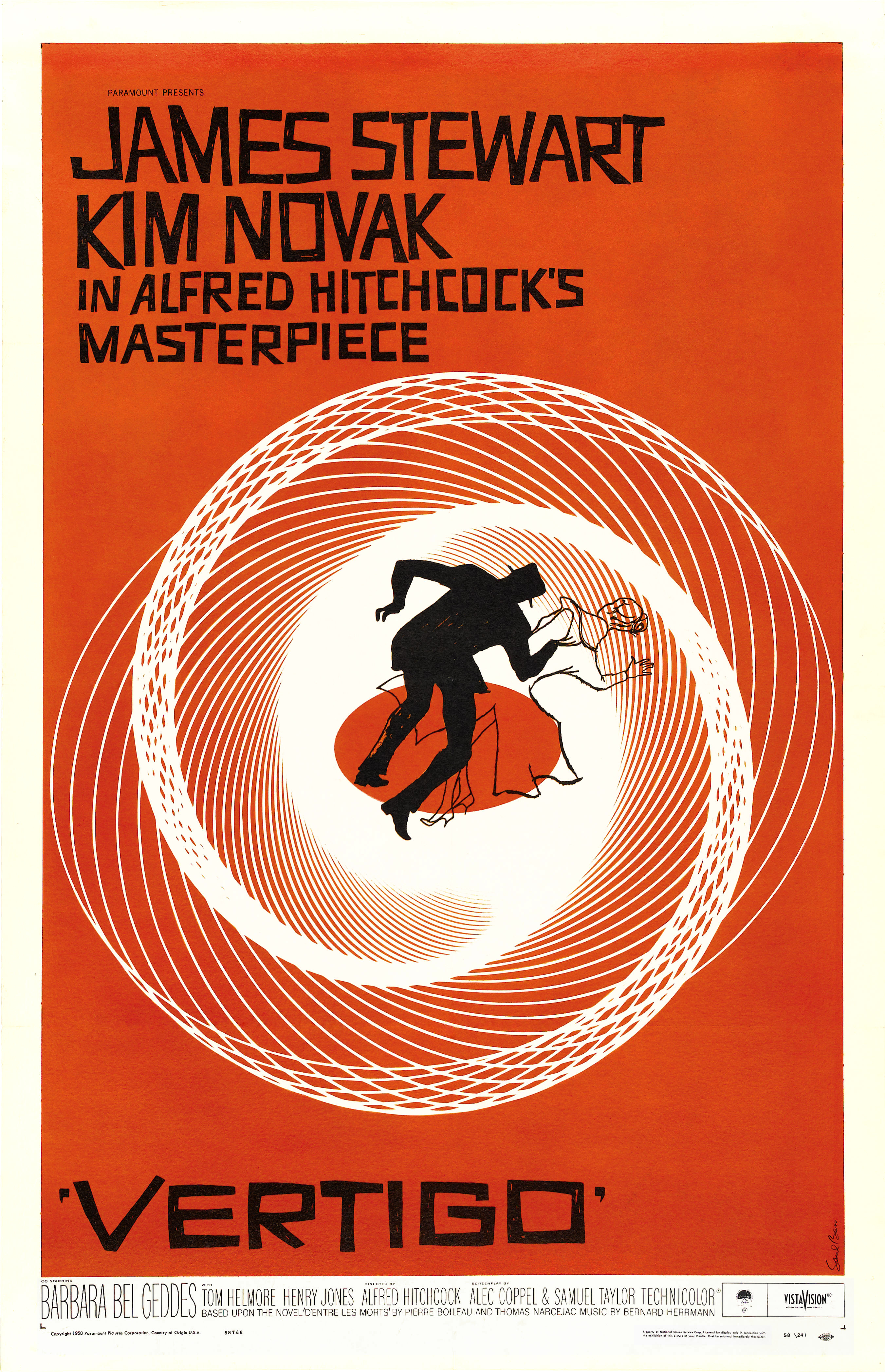
映画『めまい』ポスター。ヒッチコック作品は初期のフェミニスト映画理論家によって繰り返し分析対象となった。

このころまで「フェミニスト映画理論」や「フェミニスト映画批評」をうたう研究はまだ理論としての明確な構造をもっていなかったが、1970年代半ばからイギリスの研究者を中心に新しい枠組みが提案され、急速に研究が進展する。
とくにフェミニズム批評の枠を超えて世界の映画研究に決定的な影響を及ぼしたのは、イギリスの映画研究者であり実作者でもあったローラ・マルヴィ (en) が発表した論文「視覚的快楽と物語映画」(1975)である。
マルヴィはこの論文でハリウッド映画、とくにヒッチコックの作品を題材に、物語映画（長編映画・劇映画）がなぜこれほど多くの人を惹きつけ社会的に大きな影響力を行使しうるのか、またそうした現象が社会でどんな役割を果たしているのかという問いに対し、次の三つの仮説を提示してみせた。
- 1：映画が魅力的なのは強い「視覚的快楽」を提供するからだが、それは「のぞき見る」快楽である。
- 2：誰が何をのぞき見るのか。「男」が「女」をのぞき見るのである。
- 3：そうした構造の映画は、女性を含む観客の間に伝統的な性区分にもとづく家父長制を再生産する役割を果たしている。

このマルヴィの論文は、当時のイギリスの空気を反映して「映画研究を政治的武器として用いる」ことを明確にうたい、多くの追随者を生んだ。
また、マルヴィがここで「のぞき見る」構造を分析するさいにラカン派の精神分析手法を導入したことは精神分析にもとづく映画理論の登場をうながし、さらに「女性観客の役割」を分析対象としたことは映画の社会的役割という「観客（スペクテイター）」理論の登場をもうながすことになった。こうしたことから、マルヴィの論文は、これに先立って試験的に精神分析手法の導入をこころみていたクレア・ジョンストン (en) の論文「カウンターシネマとしての女性映画」(1973)とともにフェミニズム映画理論の研究を急速に進展させるきっかけとなった。

### 精神分析的読解の試み・1980年代以降

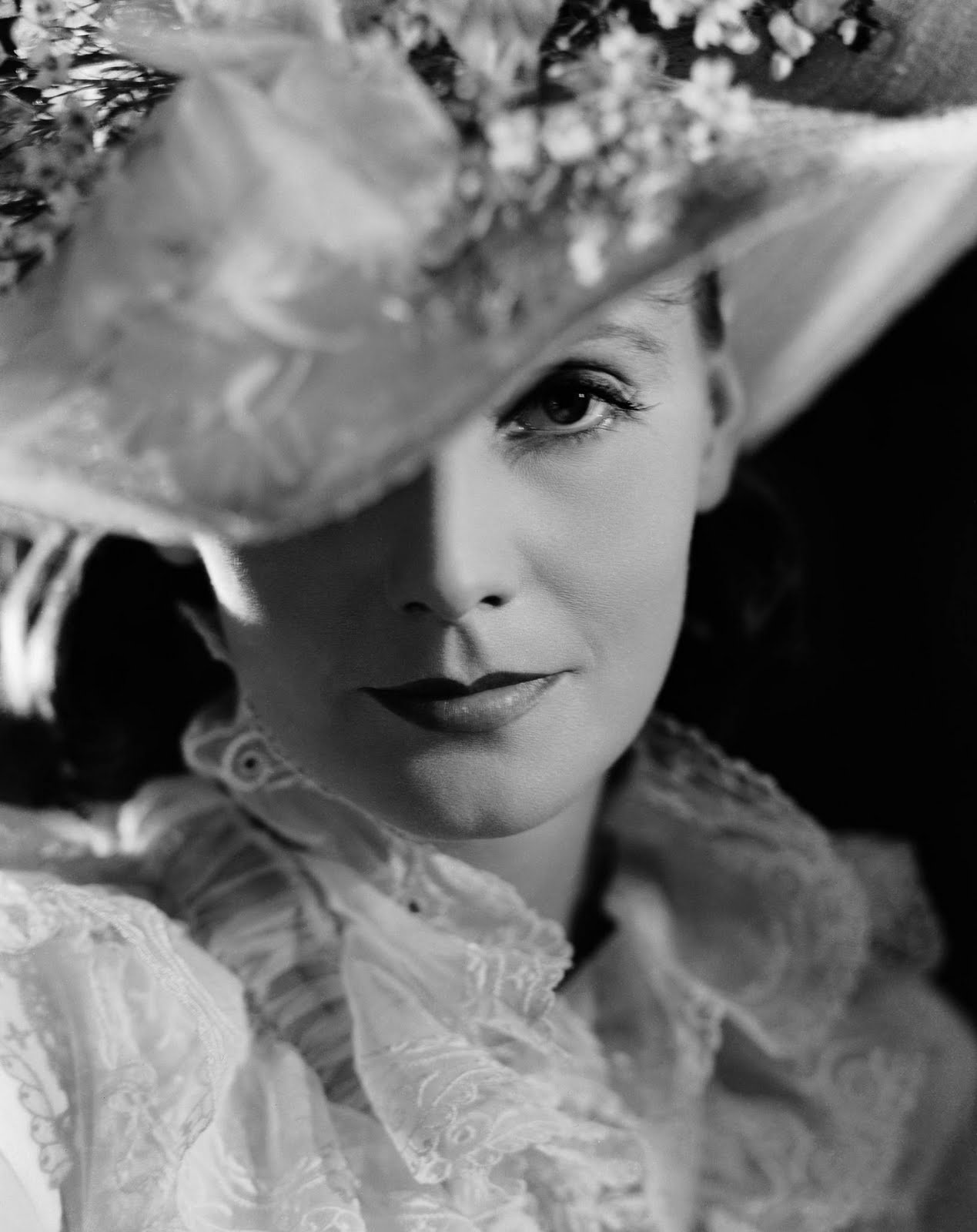
『アンナ・カレニナ』(1935) のグレタ・カルボ。観客と映画の〈まなざし〉の関係は、映画の精神分析的読解に格好の題材を提供した。

1980年代に入ってからのフェミニスト映画理論は、マルヴィの受容と批判を手掛かりに、まず精神分析手法の検討から開始された。
精神分析を映画の読解に応用するこころみは、すでにフランスのクリスチャン・メッツやジャン＝ルイ・ボードリ (en) らによって着手されていたが、フェミニスト映画理論とのかかわりでは、とくに女性が一方では映画に登場して男性（監督・観客）によって見つめられる存在であることと、同時に女性が「観客」として同じスクリーンを見つめる存在でもあることとの関係解明に関心が向かった。
この時期には、マルヴィが用いたラカン派の精神分析手法がしばしば援用され、とくにラカンが「眼とまなざしの分裂」（『精神分析の四基本概念』）で示した分析の枠組み、すなわち「まなざし le regard (gaze)」は〈無意識の領域から出発しながら自らを意識的なものとして構成しようとする〉という枠組みが好んで引用された。
メアリー・アン・ドーンは論文「『魅せられて』と『レベッカ』：不在としての女性性の刻印」(1981)を皮切りに、多くの映画作品の精神分析的読解に取り組んだ。とりわけ論文「欲望を覆い隠す：女性のクローズアップ画面」(1989)では、いわゆるスター・システムが成立したのちのハリウッド映画を題材に、グレタ・ガルボなど大女優の整った容貌がしばしばヴェールで覆い隠されたり、また複雑な陰影・強いソフトフォーカスなどの手法で顔を直視できない工夫が凝らされていることに注目し、ラカンを援用しながらジェンダー表象の原型抽出をこころみている。
またカジャ・シルヴァーマン (en) 、テレサ・デ・ラウレティス (en)なども映画に現れた女性性の役割・構造を精神分析の立場から読み解こうとする研究を行っている。

### 観客研究とジャンル研究・1990年代以降
しかし1990年頃を境に、映画研究におけるフェミニズム批評と精神分析の協働は急速に勢いを失った。精神分析的手法がもつ「非歴史性」が逆に女性の抑圧構造を正当化してしまうといった批判が行われ、また「まなざし」の構造を男性の性衝動と密接に関連づけるフロイト以来の分析手法では、「見つめる側」としての女性の欲望や主体性をうまく説明できず「女性不在の理論」を導いてしまうことが疑問視されたためである。
代わりにフェミニスト映画理論の分野で注目されるようになったのは、マルヴィが提唱していた「観客（スペクテイター）」研究である。
この中でとくに影響が大きかったのは、ジェーン・ゲインズが発表した論文「白人の特権とまなざしの関係」(1988)や、現代文化研究者・活動家のベル・フックスによる著書『ブラック・ルックス：人種と表象』(1992)、ローラ・ヤング『暗闇の恐怖』(1996)などである。彼らは、マルヴィが「女性観客」というとき「中産階級の白人女性」を当然の前提としていたことを厳しく批判して、性・人種の多様性を取り込んだフェミニスト映画理論の更新を訴えた。
この頃から、アメリカで広く普及した大学の映画学科で博士号を取得する黒人・アジア系の女性研究者も登場するようになり、たとえばマルヴィの議論の前提となっていた「受け身の女性観客」というイメージをしりぞけて、黒人女性らの主体的な役割を強調するジャクリーヌ・ボボのような研究も現れた。

### ジャンル研究の進展

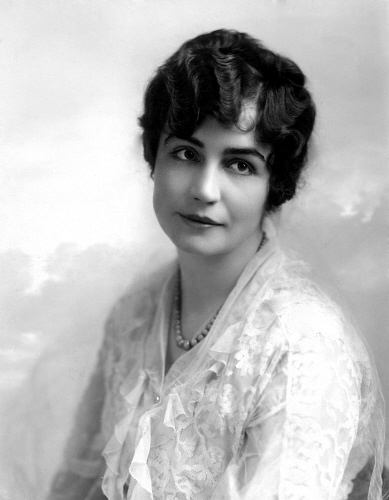
サイレント映画時代に女性監督として大きな成功を収めたロイス・ウェバー。実証研究の進展によって、サイレント期には映画製作に多くの女性がかかわっていたことが明らかにされた。

また同じころジャンル研究に力が注がれ、大きな進展を見せている。
ジャンル研究とは、コメディやスリラーといった映画のジャンル区分の歴史や文化的役割を対象にする分野である。フェミニスト映画理論との関わりでは、このジャンル研究においてキャロル・クローバー (en) やバーバラ・クリード(en)、シンシア・フリーランドらによって、とくにホラー映画における女性表象がくわしく調査された。
このうちキャロル・クローバーは、アメリカのホラー映画構造の研究を通じて、殺戮と暴力が繰り返される物語の中で最後まで生き残り重要な役割を果たすのが多くの場合「純粋な若い女性」であると指摘し、「ファイナル・ガール」という概念の定式化を行った。
ジャンル研究では、ほかにイヴォンヌ・タスカーがアクション映画、リンダ・ウィリアムズがポルノ映画、ジュリー・グロスマンやE・アン・カプランがスリラー映画（フィルム・ノワール）におけるジェンダー表象の研究に重要な貢献を行っている。
観客研究の分野では対象が「映画館の観客」から、地方の女性たちが作っていた映画鑑賞クラブの活動や、同人誌における二次創作などに大きく拡大し、様々な成果が報告されるようになった。

### 実証研究の深化・2000年代以降
映画史家による実証研究では、2000年代に入ってジェーン・ゲインズらがコロンビア大学に設置したサイレント映画時代の産業調査プロジェクトが大きな役割を果たしている。ここでの研究によって、第二次大戦前のハリウッド映画界においては、かつてマルヴィが想像したほど女性が働き手として疎外されてはおらず、経営判断を行うプロデューサーから現場のカメラマン・編集者まで映画製作の全段階に女性が浸透していたことが明らかにされた。とくに映画の編集作業は、手先の細かさが必要な編み物のように女性向きの仕事とされたため、アメリカでは編集者の多くが女性だったことが分かっている。観客としてだけではなく作り手としても存在感を持っていた女性の発見によって、従来のフェミニスト映画理論が想定していた女性像は大きな修正を迫られつつある。
またこの過程でアリス・ギイ＝ブラシェ (en) やドロシー・アーズナー 、ロイス・ウェバーなど、興行的な成功を収めながら長く忘れられていた女性監督に再び注目が集まるようになった。
現在ではそうした実証研究とともに、クィア理論などで展開された性的マイノリティへの考察や、非英語圏における映画と女性の関係に注目するポストコロニアル研究の成果なども新たにフェミニスト映画理論の重要な要素へ加わり、こうした観点からも「女性性」概念の再検討が進められている。

## 関連文献
- Doane, Mary Ann. The Desire to Desire : the Woman's Film of the 1940s, Bloomington: Indiana University Press, 1987（メアリ・アン・ドーン『欲望への欲望－1940年代の女性映画』松田英男監訳、勁草書房、1994）
- Fischer, Lucy. Shot/Countershot: Film Tradition and Women’s Cinema. Princeton, NJ: Princeton University Press, 1989.
- Gaines, Jane. Pink-Slipped: What Happened to Women in the Silent Film Industries?, Urbana : University of Illinois Press 2018.
- Hollinger, Karen. Feminist Film Studies. London: Routledge, 2012.
- Kaplan, E. Ann. Women and Film. London: Taylor & Francis, 2002.（E.アン・カプラン『フェミニスト映画 : 性幻想と映像表現』水田宗子訳、田畑書店、1985）
- Kaplan, E. Ann, ed. Feminism & Film. London: Oxford University Press, 2000.
- Kaplan, E. Ann et al. eds. The Routledge Companion to Cinema and Gender. New York: Routledge, 2017
- Kuhn, Annette. Women’s Pictures: Feminism and Cinema. London: Verso, 1994.
- Lauretis, Teresa de. "Aesthetic and Feminist Theory: Rethinking Women's Cinema," New German Critique, No. 34 (Winter, 1985), pp. 154-175.（テレサ・ド・ローレティス（斎藤綾子訳）「女性映画再考―美学とフェミニスト理論」、岩本憲児ほか編『新映画理論集成：1　歴史／人種／ジェンダー』フィルムアート社、1998、142–175）
- Mayne, Judith. The Woman at the Keyhole : feminism and women's cinema, Bloomington : Indiana University Press, 1990.
- McCabe, Janet. Feminist Film Studies: Writing the Woman into Cinema. New York: Wallflower, 2004.
- Minh-Ha, Trinh T., When the moon waxes red : representation, gender, and cultural politics, New York : Routledge 1991（トリン・T・ミンハ『月が赤く満ちる時 : ジェンダー・表象・文化の政治学』小林富久子訳、みすず書房、1996）
- Modleski, Tania. Women Who Knew Too Much : Hitchcock and Feminist Theory, London: Taylor and Francis, 2015.（タニア・モドゥレスキー『知りすぎた女たち : ヒッチコック映画とフェミニズム』加藤幹郎ほか訳、青土社、1992）
- Mulvey, Laura, and Anna Backman Rogers, eds. Feminisms: Diversity, Difference and Multiplicity in Contemporary Film Cultures. Amsterdam: Amsterdam University Press, 2015.
- Showalter, Elizabeth. "The Image of Women in Film", Feminist Film Theory: A Reader, ed. by Sue Thornham, New York: New York University Press, 1999,
- Thornham, Sue. Feminist Film Theory: A Reader. New York: New York University Press, 1999.

邦文
- 川口恵子『ジェンダーの比較映画史：「国家の物語」から「ディアスポラの物語」へ』（彩流社、2010）
- 菅野優香『クィア・シネマ　世界と時間に別の仕方で存在するために』（フィルムアート社、2023）
- 北村紗衣『お砂糖とスパイスと爆発的な何か ― 不真面目な批評家によるフェミニスト批評入門 ―』（書肆侃侃房、2019年）
- 斉藤綾子「フェミニズム映画批評の変遷と実践」（竹村和子・義江明子編『ジェンダー史叢書：3　思想と文化』明石書店、2010、251–274）
- 斉藤 綾子「INTERVIEW 映画を楽しむためのフェミニズム映画批評」（『女たちの21世紀 = Women's Asia 21』 (76), 18-21, 2013-12）
- 斉藤 綾子「マニフェストとしての理論--1970年代のフェミニスト映画理論再考」（『映像学』 (59), 5-22, 1997-11）
- 竹村和子『彼女は何を視ているのかーー映像表象と欲望の深層』（作品社、2012年）
- 塚田幸光編『映画とジェンダー/エスニシティ』（加藤幹郎監修『映画学叢書』 、ミネルヴァ書房、2019）
- 塚田幸光『シネマとジェンダー：アメリカ映画の性と戦争』（臨川書店、2010）
- パトリシア・ホワイト（笹川慶子訳）「アートシネマとしての女性映画--トランスナショナル・フェミニズムとニッチ映画」（『言語文化』 (23), 265-286, 2006-03）
- 鷲谷花『姫とホモソーシャル: 半信半疑のフェミニズム映画批評』（青土社、2022）

映像資料
- Be Natural: The Untold Story of Alice Guy-Blaché, dir. by Pamela B. Green, Zeitgeist Films, 2018.（女性監督アリス・ギイ＝ブラシェの人生を追ったドキュメンタリー映画。ジョディ・フォスターがナレーションをつとめ2018年にアメリカで劇場公開された）ASIN: B07T4N5BDT
- Pioneers: First Women Filmmakers, Kino LorBer, 2018.（サイレント期の女性監督作品を集めたアンソロジー）ASIN: B07H5VTD5R
- Early Women Filmmakers: An International Anthology, Flicker Alley, 2017.（サイレント期の女性監督作品を集めたアンソロジー）ASIN: B06X42G2RT